# Deep Funk
Deep Funk, auch als Rare Funk oder Raw Funk bezeichnet, ist eine spezielle Spielart des Funk. Dabei handelt es sich um seltene Funk-Aufnahmen, die in der Regel zwischen 1966 und 1972 aufgenommen und bei kleinen Labels auf 45 rpm veröffentlicht wurden. Vereinzelt wurden auch vor oder nach diesem Zeitraum solche Singles veröffentlicht. Einige dieser Labels, die in Chicago, Detroit, New York, Philadelphia und Los Angeles ansässig waren, produzierten oft nur kleine Auflagen von Singles zur Promotion. Manchmal schafften sie es sogar in die regionalen Charts und in die schwarzen R&B-Charts, blieben aber größtenteils unbekannt. Ähnlich wie beim Northern Soul sammeln Deep-Funk-Liebhaber solche Funk-Aufnahmen. Northern Soul ist eine britische Musikbewegung, die sich Ende der 1960er-Jahre bildete. Während Northern-Soul-Fans bereits seit den 1960er-Jahren seltene Soul-Platten sammeln, begannen Sammler und DJs erst in den 1980er-Jahren vorwiegend seltene Funk-Platten zu entdecken.
Geprägt wurde der Begriff durch den DJ Keb Darge der die Legendary Deep Funk Nights im Nachtclub Madame Jojo’s im Londoner Stadtteil Soho veranstaltete. Bekannte Vertreter des Deep Funk sind zum Beispiel James Brown, The Meters, Eddie Bo, Spanky Wilson, Dyke And The Blazers und Alvin Cash.
Der Deep-Funk-Sound ist eine Art rauer Rhythm and Blues, der mit Breaks, Bläsersätzen und oft mit einer Hammond-Orgel gespielt wird. Zum Teil weicht die Musik deutlich vom typischen Disco Funk der 1970er-Jahre ab, indem der Sound wesentlich rauer und ungeschliffener ist. Der Begriff Deep bedeutet in diesem Zusammenhang, dass bei dieser Art des Funk die afro-amerikanischen Wurzeln des schwarzen Rhythm and Blues der 1950er- und 60er-Jahre deutlich zu hören sind. Einige Stücke überschneiden sich musikalisch mit Stilrichtungen wie Boogaloo oder Jazz.
In neuerer Zeit spielen Bands wie Sugarman Three, The New Mastersounds, Lefties Soul Connection, Speedometer, Sharon Jones & The Dap-Kings, The Mighty Mocambos, Connie Price & The Keystones, The Poets Of Rhythm, Quantic oder blow up! Deep-Funk-Musik. The Dap-Kings nahmen auch an den Aufnahmen für das Album Back to Black von Amy Winehouse teil.

## Sammlerszene in Deutschland
Essenziell für die Verbreitung dieser Musik ist die Sammlerszene. In Deutschland gibt es eine kleine Sammlerszene, die regelmäßig Veranstaltungen organisiert, auf denen Deep-Funk-Platten gespielt werden. Die oft sehr raren Singles werden bei Online-Marktplätzen ähnlich wie viele Northern-Soul-Singles auf Grund der geringen Stückzahlen für drei- oder sogar vierstellige Beträge gehandelt.